# Ondra (počítač)
Ondra SPO 186 je československý osmibitový počítač vyvinutý v roce 1985 v Tesle Liberec Ing. Eduardem Smutným, Ing. Tomášem Smutným a Ing. Janem Merclem pro použití ve školách a domácnostech. Jméno je odvozeno od křestního jména syna Ing. E. Smutného, který trpěl mozkovou obrnou a práce s klávesnicí mu pomáhala trénovat porušenou motoriku prstů.
Výrobu Ondry měl údajně po Tesle převzít jiný podnik, ale nikdy k tomu nedošlo, takže bylo vyrobeno přes 2 000 kusů (dle výrobních čísel) záměrem cca 4 000 kusů.
Počítač byl dodáván s pamětí ROM od Tesly a existovala i alternativní ROM paměť, jejímž autorem byl Ing. Vít Libovický.

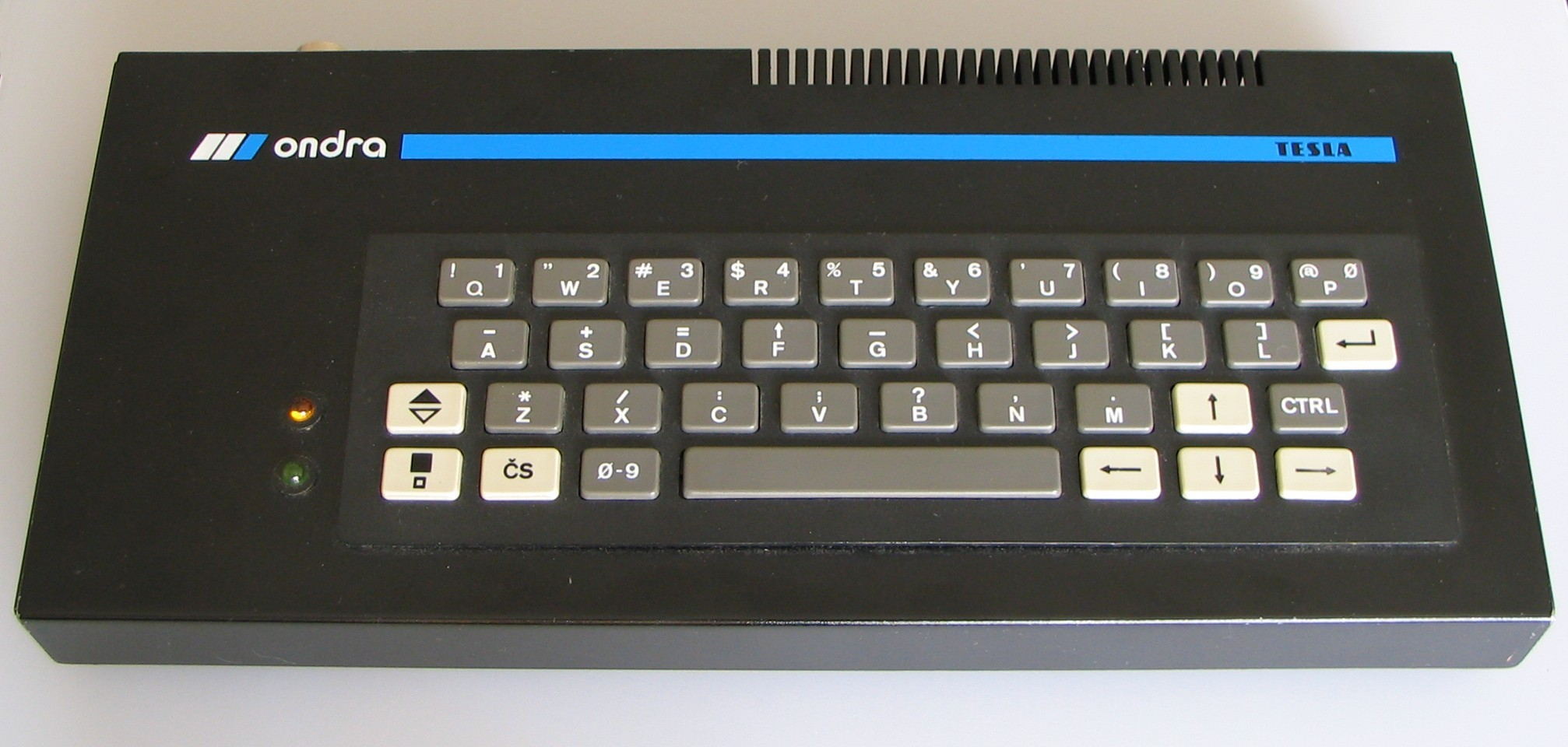
Počítač Ondra
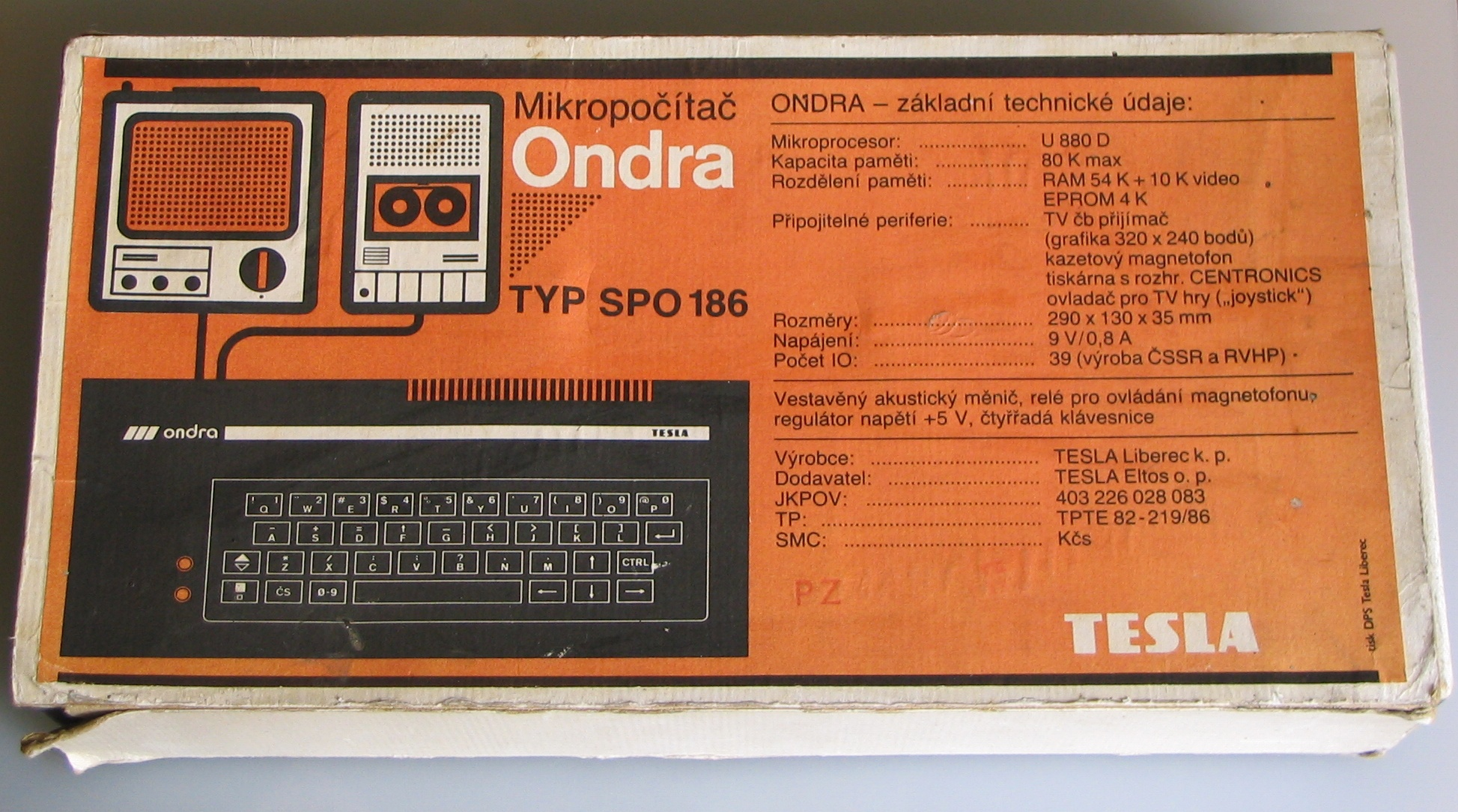
Krabice počítače Ondra
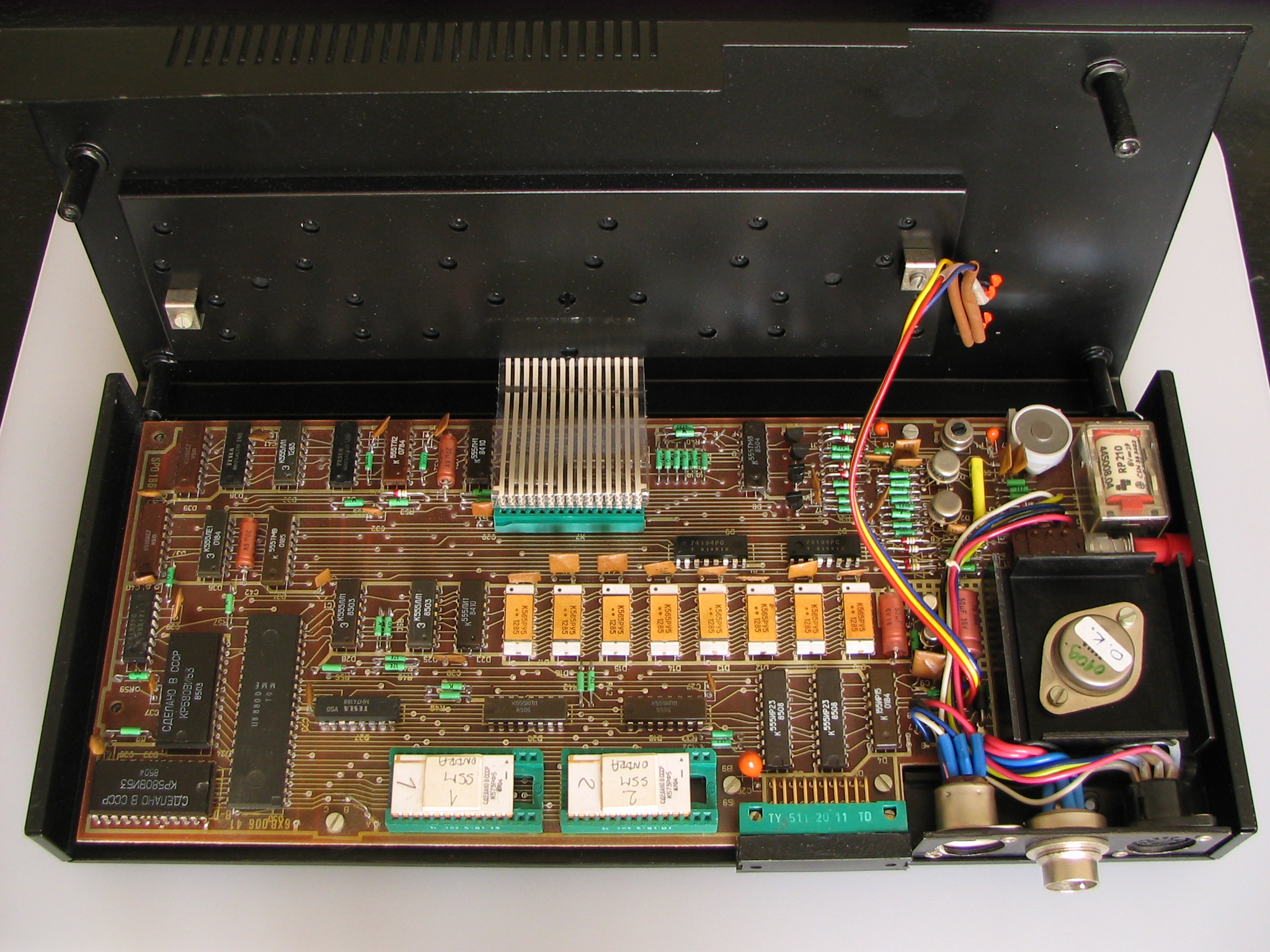
Otevřený počítač Ondra

## Technické parametry
- Mikroprocesor: U880D (ekvivalent Z80 vyráběný v NDR) na kmitočtu 2 MHz
- Paměť: max. 80 KiB
- Rozdělení paměti: RAM 54 KiB, EPROM 4 KiB, 10 KiB videoRAM
- Grafika: 320×240 bodů(s ViLi ROM až 320x255 bodů), 2 barvy
- Zvuk: 7 různých tónů (netvoří stupnici)
- Programovací jazyk: vestavěný žádný, BASIC se nahrával z kazety, dále assembler, výukový Karel
- Připojitelné periferie: černobílý TV přijímač, kazetový magnetofon, tiskárna Centronics, joystick
- Napájení: 9 V/0,8 A
- Počet IO: 39, výroba tehdejší ČSSR a státy bývalé RVHP
- Rozměry: 290×130×35 mm